# Berliner Wissenschaftspreis
Der Berliner Wissenschaftspreis des Regierenden Bürgermeisters von Berlin ist eine Auszeichnung für herausragende Wissenschafts- und Forschungsleistungen, die in oder von Berlin aus erbracht wurden oder sich durch einen besonderen Nutzen für den Wissenschafts- und Wirtschaftsstandort Berlin auszeichnen. Ein zentrales Kriterium bei der Preisvergabe ist daher neben wissenschaftlicher Exzellenz die Möglichkeit der praktischen Umsetzung der Forschungsergebnisse.
Der mit 40.000 Euro dotierte Preis wurde vom Regierenden Bürgermeister Berlins 2008 erstmals ausgelobt. Das Preisgeld kommt der Einrichtung zugute, an der die wissenschaftliche Leistung erbracht wurde.
Zugeordnet ist zudem ein wissenschaftlicher Nachwuchspreis, mit dem innovative Forschungsansätze auf einem Berliner Zukunftsfeld geehrt werden, die einen besonderen Nutzen für den Wissenschafts- und Wirtschaftsstandort Berlin aufweisen. Dieser Nachwuchspreis ist mit 10.000 Euro dotiert, die dem Preisträger direkt zugutekommen.
Vorschlagsberechtigt für die beiden Preise sind die Hochschulen Berlins, die außeruniversitären Forschungseinrichtungen und ihre Trägerorganisationen in Berlin sowie die für Wissenschaft und Forschung zuständigen Mitglieder des Berliner Senats.
Der Verein Berliner Kaufleute und Industrieller vergibt seit 2012 ebenfalls einen Wissenschaftspreis, der gelegentlich als Berliner Wissenschaftspreis bezeichnet wird, mit dem Preis des Regierenden Bürgermeisters aber nicht verwechselt werden sollte.

## Preisträger
- 2024:[2]
  - Philipp Adelhelm, Helmholtz-Zentrum Berlin für Materialien und Energie
  - Nachwuchspreis 2024: Inka Mai, Technische Universität Berlin
- 2023:[3] Artemis Alexiadou, Humboldt-Universität zu Berlin
  - Nachwuchspreis 2023: Kerem Böge, Charité
- 2022:[4] Bénédicte Savoy, Technische Universität Berlin
  - Nachwuchspreis 2022: Anja Maria Wagemans, Technische Universität Berlin
- 2021:[5] Michael Zürn, Wissenschaftszentrum Berlin für Sozialforschung
  - Nachwuchspreis 2021: Mira Sievers, Humboldt-Universität zu Berlin
- 2020:[6] Christian Drosten, Charité
  - Nachwuchspreis 2020: Anton G. Henssen, Max-Delbrück-Centrum für Molekulare Medizin in der Helmholtz-Gemeinschaft
- 2019:[7] Beatrice Gründler, Freie Universität Berlin
  - Nachwuchspreis 2019: Steve Albrecht, Helmholtz-Zentrum Berlin
- 2018:[8] Emmanuelle Charpentier, Max-Planck-Institut für Infektionsbiologie
  - Nachwuchspreis 2018: Daniela Rupp, Max-Born-Institut (MBI) für Nichtlineare Optik und Kurzzeitspektroskopie
- 2017:[9] Günter M. Ziegler, Mathematiker an der Freien Universität Berlin
  - Nachwuchspreis 2017: Myfanwy Evans, Mathematikerin an der Technischen Universität Berlin
- 2016:[10] Ulrich Dirnagl, Schlaganfallforscher an der Charité
  - Nachwuchspreis 2016: Matthias Weidlich, Informatiker an der Humboldt-Universität zu Berlin
- 2015:[11] Peter Hegemann, Biophysiker an der Humboldt-Universität zu Berlin
  - Nachwuchspreis 2015: Tine Hanrieder, Politikwissenschaftlerin am Wissenschaftszentrum Berlin für Sozialforschung (WZB)
- 2014:[12] Klaus-Robert Müller, Fachgebietsleiter für Maschinelles Lernen an der TU Berlin
  - Nachwuchspreis 2014: Jule Specht, Psychologin an der FU Berlin
- 2013:[13] Heike Solga, Bildungssoziologin am Wissenschaftszentrum Berlin für Sozialforschung
  - Nachwuchspreis 2013: Jadwiga Ziolkowska, Umweltökonomin
- 2012:[14] Horst Bredekamp, Kunsthistoriker an der Humboldt-Universität zu Berlin
  - Nachwuchspreis 2012: Nicole Megow, Mathematikerin
- 2011:[15] Anja Feldmann, Informatikerin an der TU Berlin (T-Labs)
  - Nachwuchspreis 2011: Marc Helbling, Politikwissenschaftler
- 2010:[16][17] Erika Fischer-Lichte, Theaterwissenschaftlerin
  - Nachwuchspreis 2010: Marianne Maertens, Experimentalpsychologin
- 2009:[18] Nikolaus Rajewsky, Systembiologe am Max-Delbrück-Centrum für Molekulare Medizin
  - Nachwuchspreis 2009: Vera Beyer, Kunsthistorikerin an der FU Berlin
- 2008:[19][20] Martin Grötschel, Mathematiker an der TU Berlin
  - Nachwuchspreis 2008: Gesche Joost, Designforscherin an der TU Berlin (T-Labs), inzwischen an der Universität der Künste Berlin